# Parafia wojskowa Ducha Świętego w Międzyrzeczu
Parafia wojskowa pw. Ducha Świętego w Międzyrzeczu znajduje się w Dekanacie Wojsk Lądowych Ordynariatu Polowego Wojska Polskiego (do 6 grudnia 2011 roku parafia należała do Śląskiego Dekanatu Wojskowego). Jej proboszczem jest ks. kpt. Tomasz Wojciechowski. Obsługiwana przez księży kapelanów Ordynariatu Polowego Wojska Polskiego. Erygowana 16 stycznia 1998. Mieści się przy ulicy Wojska Polskiego.
Parafia wojskowa w Międzyrzeczu i Parafia wojskowa w Wędrzynie jest zarządzana przez tego samego proboszcza.